# Hossom
Hossom est un village du Cameroun situé dans le département du Mayo-Tsanaga et la Région de l'Extrême-Nord.

## Population
Lors du troisième recensement général de la population et de l'habitat du Cameroun, le dénombrement de la population du village comptait 2 634 habitants donc 1 297 de sexe masculin et 1 337  de sexe féminin.